# Knut Benzner
Knut Benzner (* 1955) ist ein Musikjournalist und Radiomoderator. 
Er arbeitet seit 1986 für den Rundfunk als Moderator und Autor von Features, Interviews und Musikerporträts, vor allem zu den musikalischen Stilrichtungen Countrymusik, Blues, Westernmusik und Jazz. Auf NDR Info moderiert er im einstündigen Nachtclub extra die Sendung „Sunday Blues“, und im zweistündigen Soundcheck des Deutschlandfunk die Sendung „Country & Western“. Im Internet-Radiosender ByteFM präsentiert er die einstündige Sendung „Urban Landmusik“. 
Benzner hat zudem Porträts von Musikern wie z. B. Jon Dee Graham, Screaming Jay Hawkins, Jakob Dylan, Pat Metheny und James Taylor verfasst, die auf anderen Sendeplätzen des DLF und NDR ausgestrahlt worden sind. 